# Ilja Wladimirowitsch Nikulin
Ilja Wladimirowitsch Nikulin (russisch Илья Владимирович Никулин; * 12. März 1982 in Moskau, Russische SFSR) ist ein ehemaliger russischer Eishockeyspieler.

## Karriere
Ilja Nikulin begann seine Karriere als Eishockeyspieler in seiner Heimatstadt in der Nachwuchsabteilung des HK Dynamo Moskau. Für dessen zweite Mannschaft nahm er in der Saison 1998/99 an der einmalig vom russischen Eishockeyverband ausgetragenen zweiten Spielklasse, die aufgrund von Differenzen mit der eigentlichen zweiten russischen Profispielklasse im Eishockey, der Wysschaja Liga, initiiert wurde, teil. Die folgende Spielzeit begann der Verteidiger beim THK Twer in der Wysschaja Liga, für den er in 39 Spielen drei Tore erzielte und sechs Vorlagen gab, ehe er gegen Saisonende noch vier Spiele für die zweite Mannschaft seines Heimatvereins Dynamo Moskau in der drittklassigen Perwaja Liga absolvierte. Anschließend wurde er im NHL Entry Draft 2000 in der zweiten Runde als insgesamt 31. Spieler von den Atlanta Thrashers ausgewählt, für die er allerdings nie spielte. Stattdessen blieb er bei Dynamo Moskau. Bei diesem entwickelte er sich in den folgenden Jahren zum Leistungsträger in dessen Profiteam aus der Superliga. In der Saison 2004/05 wurde er mit Dynamo erstmals Russischer Meister.
Zur Saison 2005/06 unterschrieb Nikulin einen Vertrag bei Ak Bars Kasan, mit dem er am Saisonende auf Anhieb ebenfalls den russischen Meistertitel gewann. In der folgenden Spielzeit erreichte er mit Kasan erneut das Playoff-Finale, musste sich in diesem jedoch dem HK Metallurg Magnitogorsk geschlagen geben. In der gleichen Spielzeit konnte er mit Ak Bars auch auf europäischer Ebene überzeugen. Als Vorjahresmeister hatte er sich mit Ak Bars für den IIHF European Champions Cup qualifiziert, in dessen Finale man den finnischen Teilnehmer HPK Hämeenlinna deutlich mit 6:0 besiegte. Er selbst wurde in das All-Star Team des Turniers gewählt. Auch 2008 war Nikulin mit Ak Bars in Europa erfolgreich und gewann mit seiner Mannschaft den IIHF Continental Cup. Im Verlauf diesen Turniers wurde er zum besten Verteidiger ernannt.
Seit der Saison 2008/09 spielt Nikulin mit Ak Bars Kasan in der neu gegründeten Kontinentalen Hockey-Liga. In der Premierenspielzeit der KHL steigerte er sich auf 43 Scorerpunkte, davon neun Tore, in 70 Spielen, was für ihn eine persönliche Bestleistung bedeutete. Honoriert wurden seine Leistungen mit der Ernennung zum KHL-Verteidiger der Monate Oktober und März. Zudem nahm er an der ersten Ausgabe des KHL All-Star Game teil. In den Playoffs gewann der Linksschütze mit seiner Mannschaft gegen Lokomotive Jaroslawl die erste Ausgabe des Gagarin Cups. An diesem Erfolg hatte er maßgeblichen Anteil und wies mit +13 in den Playoffs die beste Plus/Minus-Bilanz aller Spieler auf. Am Saisonende wurde er zudem in das All-Star Team der KHL gewählt. In der folgenden Spielzeit konnte er mit Ak Bars nach einem Finalsieg gegen den HK MWD Balaschicha erneut den Gagarin Cup gewinnen. Als MVP der Playoffs hatte er großen Anteil an diesem Erfolg. Zuvor nahm er auch an der zweiten Ausgabe des KHL All-Star Games teil und wurde zum Verteidiger des Monats April ernannt.
In der Saison 2010/11 konnte sich Nikulin ein weiteres Mal steigern und erzielte in der Hauptrunde in 49 Spielen 40 Scorerpunkte, davon sechs Tore. Auch aus diesem Grund wurde der Olympiateilnehmer von 2010 erneut zum All-Star Game eingeladen. In den Gagarin-Pokal-Playoffs scheiterte er bereits in der zweiten Runde mit Ak Bars in der Best-of-Seven-Serie mit 1:4 Siegen an Salawat Julajew Ufa. Bei seinen neun Playoff-Einsätzen erzielte er ein Tor und drei Vorlagen in neun Spielen.
Im September 2015 verließ er Ak Bars nach zehn Jahren und kehrte zu seinem Heimatverein Dynamo Moskau zurück. Bei Dynamo spielte er bis zum Ende der Saison 2018/19, anschließend erhielt er keine weitere Vertragsverlängerung.

### International

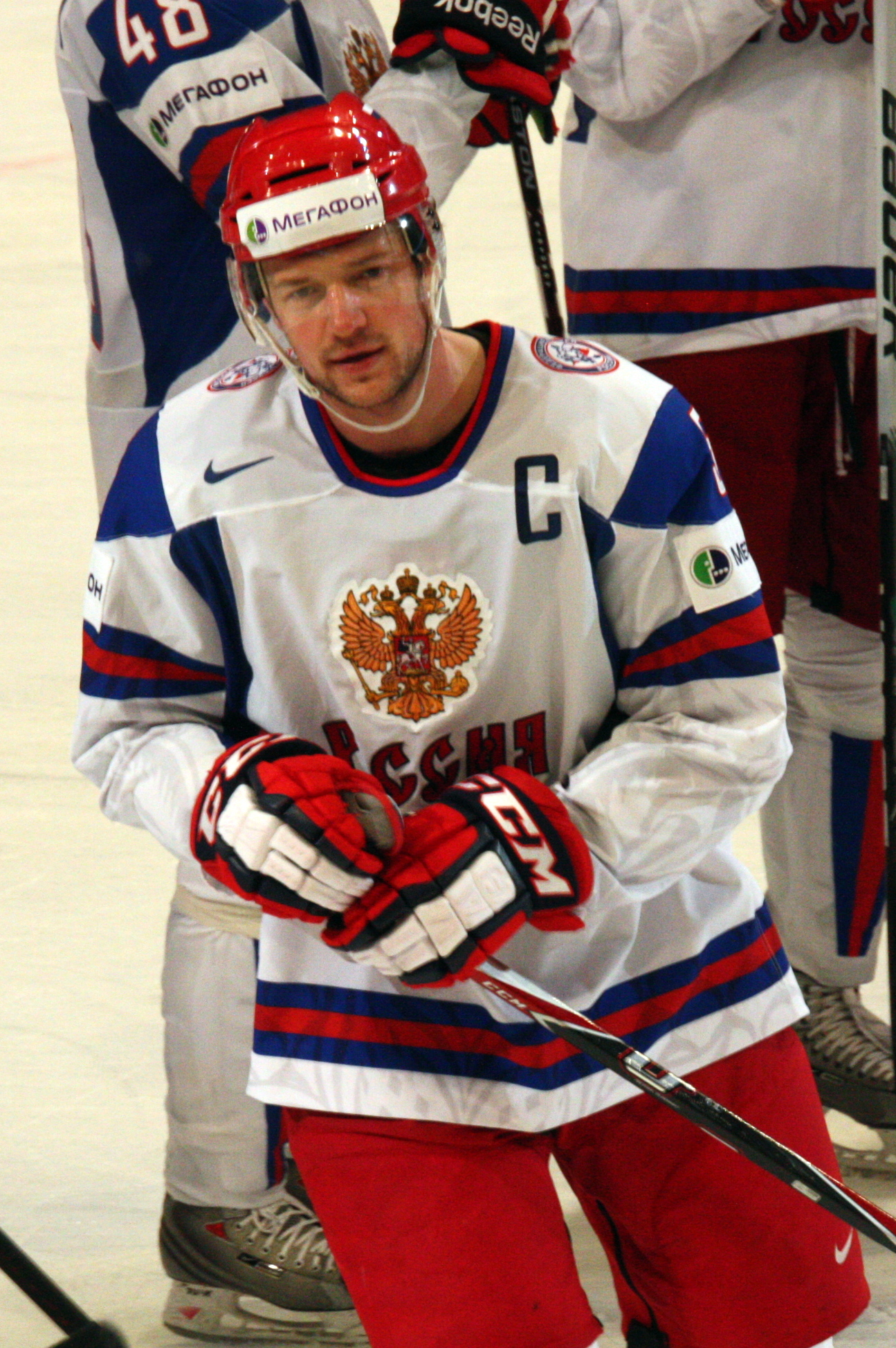
Ilja Nikulin als Kapitän bei der WM 2012

Für Russland nahm Nikulin im Juniorenbereich an den U18-Junioren-Weltmeisterschaften 1999 und 2000 teil. Bei Letzterer gewann er mit seiner Mannschaft die Silbermedaille. Im Seniorenbereich trat er die russische Nationalmannschaft in den Jahren 2006, 2007, 2008, 2009, 2010 und 2011 jeweils an der Euro Hockey Tour an. Des Weiteren stand er im Aufgebot seines Landes bei den Weltmeisterschaften 2006, 2007, 2008, 2009 und 2010, sowie bei den Olympischen Winterspielen 2010 in Vancouver. Vor allem bei den Weltmeisterschaften war Nikulin mit Russland erfolgreich und gewann in vier der fünf Turnieren, an denen er teilnahm, eine Medaille – bei der WM 2007 die Bronzemedaille und bei der WM 2010 nach einer Finalniederlage gegen Tschechien die Silbermedaille, sowie bei den Weltmeisterschaften 2008 und 2009 sogar die Goldmedaille. Bei den Olympischen Spielen 2010 schied er mit seiner Mannschaft im Viertelfinale gegen den Gastgeber und späteren Olympiasieger aus Kanada aus.

## Erfolge und Auszeichnungen
| - 2005 Russischer Meister mit dem HK Dynamo Moskau - 2006 Russischer Meister mit Ak Bars Kasan - 2007 Russischer Vizemeister mit Ak Bars Kasan - 2007 IIHF-European-Champions-Cup-Gewinn mit Ak Bars Kasan - 2007 All-Star-Team des IIHF European Champions Cup - 2008 IIHF-Continental-Cup-Gewinn mit Ak Bars Kasan - 2008 Bester Verteidiger des IIHF Continental Cup - 2008 KHL-Verteidiger des Monats Oktober - 2009 KHL All-Star Game - 2009 KHL-Verteidiger des Monats März - 2009 Gagarin-Pokal-Gewinn mit Ak Bars Kasan | - 2009 KHL All-Star Team - 2009 Beste Plus/Minus-Bilanz der KHL-Playoffs - 2010 KHL All-Star Game - 2010 KHL-Verteidiger des Monats April - 2010 Gagarin-Cup-Gewinn mit Ak Bars Kasan - 2010 Wertvollster Spieler der KHL-Playoffs - 2011 KHL All-Star Game - 2012 KHL All-Star Game - 2013 KHL All-Star Game - 2013 All-Star-Team der KHL |

### International
| - 2000 Silbermedaille bei der U18-Junioren-Weltmeisterschaft - 2007 Bronzemedaille bei der Weltmeisterschaft - 2008 Goldmedaille bei der Weltmeisterschaft - 2009 Goldmedaille bei der Weltmeisterschaft | - 2010 Silbermedaille bei der Weltmeisterschaft - 2012 Goldmedaille bei der Weltmeisterschaft - 2012 All-Star-Team der Weltmeisterschaft |

## Karrierestatistik

### International
(Legende zur Spielerstatistik: Sp oder GP = absolvierte Spiele; T oder G = erzielte Tore; V oder A = erzielte Assists; Pkt oder Pts = erzielte Scorerpunkte; SM oder PIM = erhaltene Strafminuten; +/− = Plus/Minus-Bilanz; PP = erzielte Überzahltore; SH = erzielte Unterzahltore; GW = erzielte Siegtore; 1 Play-downs/Relegation; Kursiv: Statistik nicht vollständig)